# Arago sport orléanais
Pour les articles homonymes, voir Arago.
Maillots
L'Arago sport orléanais est un club omnisports français situé à Orléans (Loiret). Fondé en juillet 1902 (les statuts sont déposés en préfecture le jeudi 3 décembre 1903 par René Turbat, premier président du club omnisports), l'Arago est issu de la conférence Saint Paterne (créée le dimanche 3 novembre 1889) puis du Club Athlétique Saint Paterne (CASP) créé le dimanche 4 mai 1902, il est connu pour sa section football fondée également en 1902 et aujourd'hui disparue. En 1976, cette dernière fusionne avec la section football de l'US Orléans nouvellement créée pour donner l'US Orléans Arago, appelé aujourd'hui US Orléans Loiret football.

## Historique

### Fondation et débuts (années 1900-1920)
Le 3 novembre 1889 est fondé la Conférence Saint-Paterne un patronage catholique orléanais. Cette dernière change de nom le 4 mai 1902 et opte pour le Club Athlétique Saint-Paterne (CASP) , puis pour l'Arago Sport Orléanais en juillet 1902. Les couleurs initiales du club, qui joue alors sur le terrain militaire des Groues sont le blanc et le rouge. Le club évolue avec un maillot blanc frappé d'une étoile rouge sur laquelle sont brodées les lettres dorées : A.S.O. Le short et les bas sont noirs. Il seront blancs et rouges par la suite.
Le nom d'« Arago Sport » fut suggéré par deux sous-officiers parisiens du 131e d'infanterie basé à Orléans qui s'entrainent alors au terrain des Groues , situé au nord de la ville d'Orléans, et qui trouvent que le « CASP » ne sonne pas suffisamment pour un club sportif de l'époque. Il tire ses origines de la rue du commandant Arago (héros malheureux de la guerre de 1870), alors proche de l'église Saint-Paterne d'Orléans. On rajoutera « Orléanais » pour identifier la localisation. L'Arago choisit la guêpe comme emblème.
Club affilié à la Fédération gymnastique et sportive des patronages de France (FGSPF), l'Arago remporte le titre régional FGSPF en 1912-1913 permettant au club d'accéder en phase finale à élimination directe du championnat de France FGSPF en fin de saison 1912-1913. L'aventure tourne court pour l'Arago qui s'incline 5-2 en mars 1913 face à la Jeunesse sportive de Crépy en huitièmes de finale et se renouvelle la saison suivante avec une élimination 5-0 en mars 1914 par le Bousbotte Association Besançon.

### Patronages, Coupe de France et suprématie régionale (1920-1940)

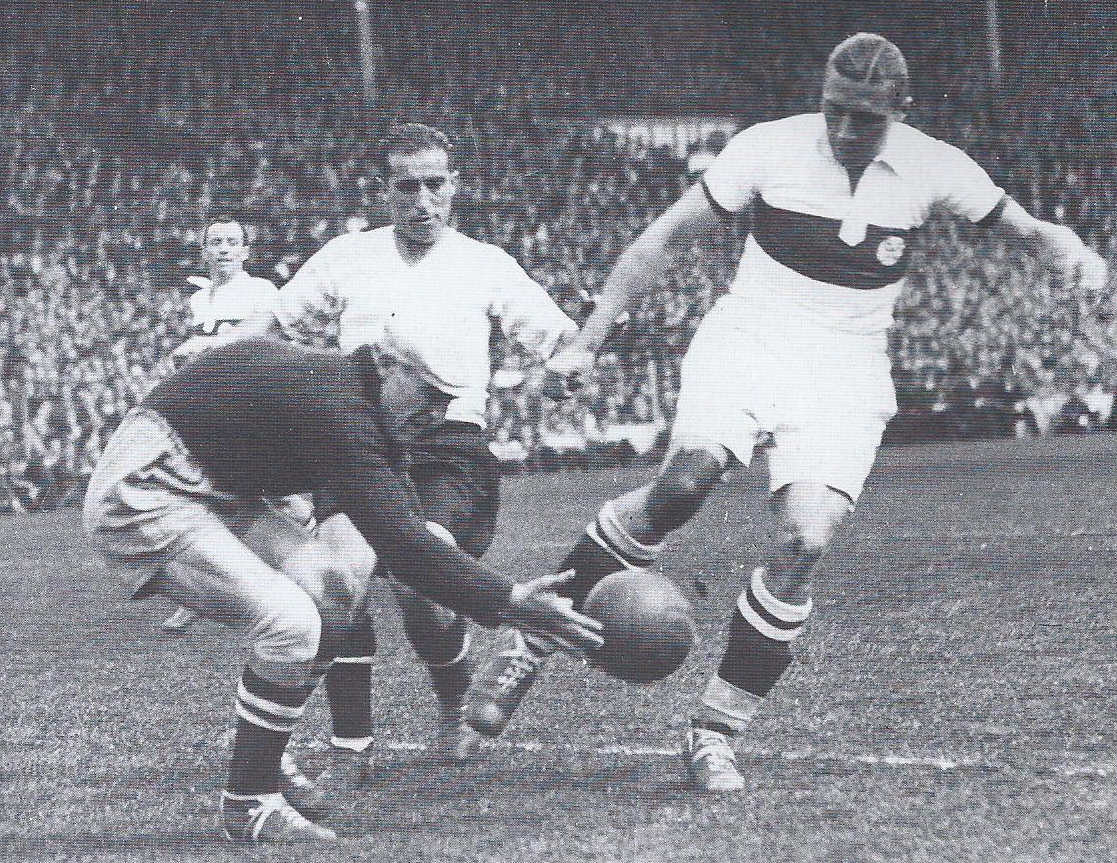
Jules Vandooren (à droite) en 1939, avant son arrivée à Orléans.

L'Arago Orléans débute dans le championnat départemental puis évolue en régional dans le championnat de Promotion d'Honneur du Centre tout à la fin des années 1920. En 1934, il accède à la Division d'Honneur du Centre et y remporte six titres régionaux en six saisons : 1942, 1944, 1945, 1946, 1947 et 1948, sous la direction de Jules Vandooren, entraîneur-joueur et ancien international français.
En 1945, l'Arago sport orléanais, pensionnaire de DH Centre, atteint les quarts de finale de la Coupe de France en éliminant le Red Star (D1) au tour précédent à Angers (2-1), et oppose une grande résistance au futur vainqueur de l'épreuve, le RC Paris (D1), ne s'inclinant que sur le plus petit des scores (1-0).
L'année suivante, l'Arago fait encore parler de lui en éliminant, à domicile et sur un terrain gelé, le Stade de Reims (2-1). L'Équipe titre même : « Les Rémois se sont laissés déborder par les jeunes poulains de Jules Vandooren, plein de verves, d'allant, mais à la technique simple et rude ». Au tour suivant, l'ASO et le Stade français (D1) se neutralisent par deux fois. Les Parisiens arrachent l'égalisation (1-1) en fin de match sur un but hors-jeu non signalé par le juge de touche. Au deuxième match, les deux équipes se séparent sur le même score. Il faut donc disputer un troisième match. Cette fois-ci, l'Arago est défait au Parc des Princes (2-1). Jules Vandooren se casse la jambe lors du match.
Ces multiples saisons fastes donnent le droit à l'Arago d'accéder à la troisième division française. L'ASO atteint par deux fois la finale du Championnat de France amateur de football (1935-1948) (CFA), en 1947 et 1948. À l'époque, le champion régional n'accède pas à la division supérieure. Ces multiples saisons fastes lui donnent le droit d'accéder à la troisième division française. Lors de ces deux saisons, les champions régionaux se qualifient pour une phase finale. Par deux fois, l'Arago échoue en finale. Le 15 juin 1947, l'ASO est opposé au Football Club de Gueugnon. Les champions de Bourgogne/Franche-Comté emmenés par Laurent Perpère gagnent par 2 buts à 1,. La même année, le club atteint la finale du Championnat FGSPF mais s'incline face à l'ASC Saint-Jean de Luz, champion en titre (4-0).
Place désormais au CFA, nouvellement créé en 1948,.
En 1949, Orléans retrouve le RC Paris (D1). Bernard Bienvenu est désormais l'entraîneur de l'Arago, lui qui a participé en tant que joueur à l'épopée de 1945. Une nouvelle fois, un match ne suffit pas à départager les deux clubs. Sur la première opposition, l'Arago démarre bien la partie en menant au score mais les parisiens arrachent la prolongation (2-2). Orléans reprend l'avantage mais les deux équipes reviennent à égalité en toute fin de prolongation (3-3). Les Orléanais s'aperçoivent que le ballon est crevé une fois ramassé au fond des filets mais l'arbitre valide tout de même le but. Lors du second match, les Orléanais s'inclinent 1-0,.
En 1949 et 1950, l'Arago s'incline en finale de la Coupe de France FSF — compétition qui remplace le tournoi FGSPF — deux fois contre le SA Epinal (2-1 puis 4-0). L'Arago remporte la Coupe en 1952 contre le CEP du patronage Saint-Joseph de Poitiers (1-0) avant une nouvelle défaite lors du dernier match l'année suivante, à nouveau contre l'ASC Saint-Jean de Luz (7-0).

### Alternance entre le CFA et la DH (années 1950-1960)
Lors de la Coupe de France 1954-1955, monté en CFA, l'Arago de Pierre Bini élimine le Football Club de Sète 34 (D2) sur le score de 3-1 en 32e de finale. Au tour suivant, les Orléanais éliminent une nouvelle fois un club professionnel, Perpignan (D2). Le match se joue à Carcassonne et Orléans s'impose 2-1.
Quatre coupes du Centre glanées en 1951, 1953, 1956 et 1957 complètent un palmarès unique dans le Loiret qui impose le club au sommet du football régional. Malheureusement, en 1956, l'Arago termine à la 12e place du championnat et redescend en DH Centre. Cependant les Orléanais ne restent qu'une saison à ce niveau, réalisant plus tard le doublé Coupe du Centre-Championnat de DH en 1957.
Le dernier fait marquant de l'ASO en Coupe de France est sa victoire en 64e de finale face au Football Club de Nantes (D2) en 1959, avec de nouveau Jules Vandooren sur le banc orléanais.
En 1959, René Pavot prend la relève comme entraîneur et avec réussite. En effet, dès sa deuxième saison, après une 2e place de groupe en 1960-1961, il offre au club le titre de champion de France amateur du groupe Ouest. Pour le titre national, l’Arago s’incline dans un tournoi disputé face aux vainqueurs des autres groupes.
En 1964, Jules Vandooren fait un troisième et dernier retour au club pour deux saisons qui voient le club être à nouveau relégué en Division d'Honneur. S'ensuivent trois entraineurs en trois saisons (Georges Thomas, Jacky Abolivier et Jacques Drouet) qui ne réussissent pas à faire remonter le club au niveau national.

### LaD2en ligne de mire (années 1970)
À l'été 1969, Jean-Baptiste Bordas, formé au club et revenu un an plus tôt comme joueur, prend la direction de l'équipe avec qui il obtient la seconde place de DH Centre et le droit de retrouver la compétition nationale pour la première édition du Championnat de France de Division 3 (1970-1977). En 1972, la montée en D2 est envisagée mais le club est devancé par l'Association de la jeunesse auxerroise déjà entraînée par Guy Roux. Orléans remporte pourtant ses deux rencontres de championnat face au club bourguignon,. Bordas dirige l'équipe durant huit saisons en D3, toujours classé en milieu de tableau (entre la 5e et 13e place).
La fusion en 1976 au sein de l'US Orléans, nouvellement fondée en 1972, entraîne le club sur le chemin du football professionnel.

## Palmarès

### Titres et trophées
| Compétitions nationales | Compétitions régionales |
| --- | --- |
| - Championnat FGSPF - Finaliste en 1947 - Coupe de France FSF (1) - Vainqueur en 1952 - Finaliste en 1949, 1950 et 1953 - Championnat de France amateur (1935-1948) - Vice-champion en 1947 et 1948 - Championnat de France amateur (1948-1970) - Champion du groupe Ouest en 1962 | - Division d'Honneur (7) - Champion en 1942, 1944, 1945, 1946, 1947, 1948 et 1957 - Coupe du Centre (4) - Vainqueur en 1951, 1953, 1956 et 1957 - Finaliste en 1948, 1952 et 1962 |

## Couleurs et identité visuelle

### Historique des couleurs
L'Arago évolue principalement en blanc et rouge.
| Années 20 |  | 1933 |  | 1958 |  | 1968 |

## Personnalités du club

### Dirigeants
| Rang | Nom               | Période     |
| ---- | ----------------- | ----------- |
| 1    | René Turbat       | 1889-1904   |
| 2    | Henri Huguet      | 1904-1909   |
| 3    | Gaston Barthélémy | 1909-1962   |
| 4    | Pierre Belleteste | 1962-1986   |
| 5    | François Charlon  | 1986-1987   |
| 6    | Jean Malard       | 1987-1997   |
| 7    | Jean-Luc Noël     | 1997 - ???? |

| Rang | Nom                    | Période     |
| ---- | ---------------------- | ----------- |
| 1    | ???                    | 1889-1927   |
| 2    | Pierre Belleteste      | 1927-1968   |
| 3    | Jack Marie             | 1968-19??   |
| 4    | Jean-Pierre Belleteste | années 1970 |

D'abord membre de l'Avenir d'Orléans puis à l'Arago à partir de 1956, Bernard Ranoul est joueur puis entraîneur de l'équipe réserve. Il crée la première école de football du club en 1959, avant de participer au lancement du football féminin en créant une section à l'Arago. Fidèle lors de la liquidation du club pour reconstruire l'US Orléans, il est décidé de donner son nom à la tribune principale du stade de la Source quelques semaines avant son décès début avril 2019.

### Entraîneurs
| Période   | Nom                  |
| --------- | -------------------- |
| 1943-1948 | Jules Vandooren      |
| 1948-1950 | Bernard Bienvenu     |
| 1950-1952 | André Martin         |
| 1952-1956 | Pierre Bini          |
| 1956-1959 | Jules Vandooren (2)  |
| 1959-1961 | René Pavot           |
| 1961-1964 | Jacques Drouet       |
| 1964-1966 | Jules Vandooren (3)  |
| 1966-1967 | Georges Thomas       |
| 1967-1968 | Jacky Abolivier      |
| 1968-1969 | Jacques Drouet (2)   |
| 1969-1976 | Jean-Baptiste Bordas |

Le premier entraîneur connu de l'Arago est Jules Vandooren. Il arrive pour la première fois en 1943 comme entraîneur-joueur. Le club remporte 5 titres consécutifs de DH Centre de 1944 à 1948 et, en 1947 et 1948, termine vice-champion de France amateur.
De 1956 à 1959, le technicien nordiste est de retour à l'Arago, toujours en DH centre, qui remporte un nouveau titre de champion régional en 1957.
En 1948, Bernard Bienvenu, capitaine de l’équipe de France aux Jeux Olympiques de Londres la même année et formé au club, s'installe sur le banc orléanais, lui aussi avec la double casquette entraîneur-joueur.
C'est sous sa gestion que l'Arago tient tête au RC Paris en Coupe de France 1948-1949 (3-3) et oblige le club de D1 à rejouer un second match perdu 1-0, lui qui a participé en tant que joueur à l'épopée de 1945.
Après deux ans avec André Martin comme entraîneur, Pierre Bini arrive lui aussi comme entraîneur-joueur. Lors de la Coupe de France 1954-1955, monté en CFA, son Arago élimine le Football Club de Sète (D2) 3-1 en 32e de finale. Au tour suivant, les Orléanais éliminent un nouveau club professionnel, le Perpignan FC (D2). Le match se joue à Carcassonne et Orléans s'impose 2-1. Sous sa direction, l'AS Orléans remporte deux Coupes du Centre en 1953 et 1956.
Entre deux retour de Vandooren (1956-1959) puis (1964-1966), René Pavot (1959-1961) puis Jacques Drouet (1961-1964) prennent la gestion de l'équipe.
En 1966, Georges Thomas, joueurs au 300 matchs avec l'AS Monaco, arrive comme entraîneur-joueur pour une saison. L'année suivante, Jacky Abolivier vient lui aussi faire une pige avant que Drouet n'en fasse de même pour un second passage sur le banc orléanais.
Ancien joueur professionnel à l'AS Saint-Étienne notamment et natif d'Orléans, Jean-Baptiste Bordas est le premier entraîneur de l'USO sous la forme qu'on lui connait aujourd'hui. Il passe en tout onze saisons sur le banc orléanais, avec d'abord la fonction d'entraîneur-joueur avec l'Arago à partir de 1969.

### Joueurs emblématiques
N'étant pas un club de haut niveau, l'Arago Orléans voit passer des joueurs de renom qui viennent y terminer leur carrière et se reconvertir entraîneur, au club pour certain. L'Arago forme aussi plusieurs joueurs qui ont une carrière en D1 ou D2 pour certain.
En 1943, à 35 ans, Jules Vandooren n'est toujours pas décidé à raccrocher les crampons et vient fouler les pelouses du championnat de France amateur. Comme joueur-entraîneur, il prend la direction de l'Arago en DH Centre. À Orléans, il remporte 5 titres consécutifs de Division d'Honneur de 1944 à 1948, et, en 1947 et 1948 termine vice-champion de France amateur.
À cette époque, André Jacowski sort de l'équipe juniors avant de partir en 1945 pour le grand Stade de Reims.
En 1952, Pierre Bini, père de Bruno, vient jouer en amateur à l’Arago Orléans après une longue carrière en D1. Il arrête sa carrière de joueur en 1956 et enchaîne 4 nouvelles saisons sur le banc orléanais.
Souleymane Camara, après avoir appris tout ce qu'il faut sur le football dans les rues ou les terrains vagues de son pays natal, débarque en France du côté d'Orléans où il évolue pour commencer en CFA et en Division d'Honneur. Pendant ses années orléanaises il montre qu'il a toutes les qualités d'un très bon attaquant avec en prime la capacité d'inscrire quelques buts par saison du fait qu'il n'est pas réellement un vrai buteur.
En 1955, Jean-Baptiste Bordas évolue avec l'équipe juniors comme milieu de terrain et part en 1956 pour l'AS Saint-Étienne. Bordas revient en 1968, devient entraîneur-joueur au terme de la première saison et fait monter le club en Division 3. Il joue jusqu'en 1975.
Patrick Viot, natif d'Orléans, réalise toute sa carrière de joueur dans sa ville natale. D'abord à l'Arago puis avec l'USO, il est le gardien emblématique des années 1970 et 1980.

## Stade
L'Arago évolue au stade de la rue Moine. Construit à l'emplacement d'un champ en 1911, il tient son nom de la rue où il se trouve. Son record d'affluence est de 6 000 spectateurs. Le 11 septembre 2002, le stade de la rue Moine devient le stade Pierre Belleteste.

## Section féminine
La première équipe féminine de football dans le Loiret est créée sous le nom d'Arago sport orléanais par Bernard Ranoul en 1968.
Fier promoteur du football féminin dans le département, le club fait partie des seize équipes qui fondent la première division du championnat de France de football féminin. Dès la première saison, l'équipe est vice-championne de France. Avec Bernard Ranoul comme entraîneur, elle termine 2e de son groupe puis éliminant le Caluire SCSC en quarts de finale (2-2 ; 1-0) puis l'équipe féminine du Bergerac Périgord FC (1-1 ; 2-1) avant de s'incliner 5-0 en finale contre le Stade de Reims.
Après deux saisons dans l'élite, le club évolue dans l'anonymat des divisions régionales.